# Adorable Rubí
Rubén Carbajal López (Moctezuma, Sonora; 31 de diciembre de 1931- Guadalajara, Jalisco; 23 de junio de 2012) fue un luchador exótico mexicano. En el ring fue conocido como Adorable Rubí o Rubí Ruvalcaba. Fue pionero del estilo de lucha libre exótico. A lo largo de su carrera ganó el Campeonato Nacional Mexicano de Peso Crucero, el Campeonato Nacional Mexicano de Peso Medio y el Campeonato Mundial de Peso Semipesado de la NWA .

## Vida personal
Rubén fue hijo de Manuel Carbajal y María López.Tuvo 3 hermanos y 3 hermanas, uno de ellos también le interesó el mundo de la lucha libre, pero tuvo que retirarse por ser víctima de un robo. 
Dejó sus estudios para dedicarse a la lucha libre en el segundo año de secundaria. Comenzó a entrenar en la escuela de la Arena México y en la Empresa Mexicana de Lucha Libre que era la promoción de lucha libre más grande de México en principios de los años 1960.  
Comenzó su entrenamiento en 1963 con el profesor José Rojas, quien le enseñó lucha libre amateur. Pepe Hernández le enseñó lucha libre profesional.

## Carrera de lucha libre profesional
Carbajal comenzó a luchar en 1965 bajo el nombre de Silvestre Carbajal. Su primera lucha la perdió contra Tony Infante. Después, la EMLL lo envió a Monterrey, Nuevo León para trabajar para su promotor local y ganar experiencia en el ring antes de regresar a la Ciudad de México en algún momento. En 1968, regresó a la Ciudad de México, trabajando ahora como "Rubi Ruvalcaba", y organizó una serie de partidos que lo convirtieron en el "Novato del año" de la EMLL en 1968. Desafortunadamente, solo había un número limitado de posiciones en la lista principal por lo que sólo trabajó  esporádicamente en la Ciudad de México.
En Monterrey, Rubí conoció y trabajó con El Chamaco Naturalista, quien era exótico . Debido a su complexión y a su cabello largo y ondulado, Gory Guerrero, un personaje exótico funcionaría para Carbajal.  Chamaco Naturalista se ofreció a enseñarle ballet para ayudarlo con su personaje mientras Carbajal podía enseñarle español.
Así fue, como en 1971, Carbajal regresó con un nuevo personaje, de un luchador serio, al exótico Adorable Rubí. Como "Adorable Rubí", mostraba una actitud muy egocéntrica, más preocupado por su apariencia y su cabello que su oponente en ocasiones y retratando un personaje cuya sexualidad era menos machista de la que suelen mostrar los luchadores. Junto al Bello Greco y Sergio el Hermoso, formó La Ola Lila.
Su persona tuvo mucho éxito y ganó el Campeonato Nacional Mexicano de Peso Medio del entonces campeón reinante Ciclón Veloz Jr. el 14 de diciembre de 1973.   Como Adorable Rubí, defendería el campeonato por más de seis meses, hasta que se lo arrebató Aníbal el 28 de junio de 1974.   Anibal se convertiría en su gran rival durante ese año. También fue el primero quien lo derrotaría en Luchas de Apuestas.
Para 1980, los exóticos no sólo eran personajes arreglados o que se preocupaban por su aspecto, también eran luchadores abiertamente homosexuales, en algunas cosas en la vida real, a veces solo en su personalidad de ring, adoptando ciertos aspectos que también se encuentran en la cultura drag queen. Con el aumento de la popularidad de los personajes exóticos "fuera de escena", como Pimpinela Escarlata, la Adorable Rubí a menudo fue llamado el último personaje exótico de la vieja escuela en México. En 1982, formó equipo con Herodes, El Faraón y Tony Benetto para un partido de handicap de cuatro contra tres contra André el Gigante, Halcón Ortiz y César Curiel durante una de las giras especiales de André por México, perdiendo ante el gigante visitante. Adorable Rubí ganó el campeonato en 1984 derrotando a Ángel Blanco para convertirse en el segundo poseedor del Campeonato Nacional Mexicano de Peso Crucero. Dicho título lo perdió contra el Charro de Jalisco  el 24 de octubre de 1986.  Su único combate conocido desde 1986 fue un combate de Luchas de Apuestas contra Perro Aguayo en mayo de 1989, en el que resultó como ganador el Perro.